# Горы Таникветиль
Горы Таникветиль (лат. Taniquetil Montes) — горная цепь на Титане, самом крупном спутнике Сатурна. Расположена в светлой местности Адири (координаты центра — 3°40′ ю. ш. 146°44′ в. д. / 3,67° ю. ш. 146,74° в. д.). Тянется с северо-запада на юго-восток; максимальный размер — около 130 км.
Горы Таникветиль соседствуют с несколькими другими горными цепями, вытянутыми примерно параллельно им. На юг от них расположены горы Рерир, с которыми они соединяются своим юго-восточным концом. Севернее гор Таникветиль лежат горы Миндоллуин. Между западными частями этих горных цепей лежат два безымянных (на 2014 год) поля дюн.
Горы Таникветиль были обнаружены на радиолокационных снимках космического аппарата «Кассини», заснявшего эту область 25 августа 2009 года. Как и другие горы, на радарных изображениях они выглядят ярче окружающей местности. Носят имя горы Таникветиль из легендариума Дж. Р. Р. Толкина. Это название было утверждено Международным астрономическим союзом 13 ноября 2012 года.